# Kennametal
Kennametal Inc. — американская корпорация по производству металлорежущего инструмента, горнодобывающей и дорожно-строительной оснастки в Северной Америке, основанная в 1938 году в Питтсбурге. Корпорация представлена примерно в 60-ти странах мира. Численность сотрудников компании на 2016 год составляла примерно 14 000, а её оборот — 3 миллиарда долларов США. Половина оборота приходится на зарубежный рынок (за пределами Северной Америки), причем 40 % оборота Kennametal Inc. занимают продукты, запущенные в производство за последние пять лет. Производственные мощности Kennametal — 28 заводов в США и 25 за рубежом.

## История Kennametal Inc

### Предпосылки к созданию

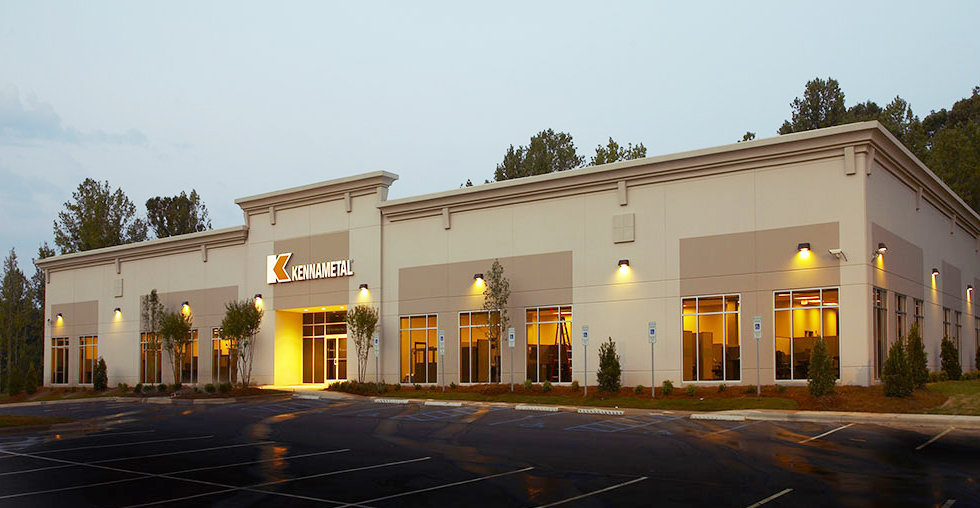
Подразделение Kennametal (Германия)

В 1832 году медник по имени Роберт МакКенна переехал из Ирландии в американский город Питтсбург, штат Пенсильвания, для организации собственного производства режущих инструментов. В 1852 году, после смерти МакКенны бизнес был передан сыновьям — Александру, Джону, и Томасу — поменявшие название компании на «A. and T. McKenna Brass and Copper Works». С 1899 года управление взяли в свои руки сыновья Томаса, создав бренд «McKenna Brothers Brass Company» и заключив соглашение с Firth Sterling Steel Company по продаже режущих инструментов в Питтсбурге и Цинциннати, штат Огайо.

В 1900 году один из семи братьев Томаса, А. МакКенна, разработал сплав инструментальной стали, содержащий около 18 процентов вольфрама. До этого времени, в 1800 году скорость резания стали была всего лишь 16 футов в минуту, в 1860 года удалось увеличить показатель до отметки 26 футов в минуту. Сплав содержащий 18 процентов вольфрама, увеличил скорость резания до 99 футов в минуту. А. МакКенна добавляет к сплаву 1 процент ванадия, и увеличивает скорость резания ещё в два раза.

1938 год, здание McKenna Metals Co. Kennametal

В 1910 году клан МакКенна организовал новую компанию по производству ванадиевых сплавов Steel Company (VASCO). Офисы были открыты в Латробе, штат Пенсильвания. Семья МакКенна становятся мажоритарным акционером, а компания «A. and T. McKenna Brass and Copper Works» начинает продажи нового сплава в Соединенных Штатах.
VASCO быстро росла под умелым руководством Роя МакКены, особенно во время Первой мировой войны компания произвела большую часть железо-вольфрамового сплава, необходимого для американских военных сил. К окончанию боевых действий, с уменьшением потребности армии в инструментальной стали, дела клана пошли на спад. Именно в этот момент Филипп М. МакКенна начинает играть заметную роль в истории Kennametal. 
Филипп родился в 1897 году, и уже с раннего возраста был посвящён в тонкости металлургии. С семи лет начал разжигать огонь для кузнечного горна своего отца, тщательно наблюдая за нагревом буровых сталей. В 1907 году научился работать на токарном станке и, уже в средней школе, был достаточно хорошо осведомлены о производстве и обработке металлов. В 1914 году он был ассистентом Отдела металлов в бюро стандартов США. К 1915 году Филипп работал как профессиональный химик и добился двух зарегистрированных патентов, один содержал в себе метод эффективного процесса извлечения вольфрама из руд, второй метода разделения кобальта из никеля. В годы Первой мировой войны, он также запатентовал высокоэффективный метод производства ферро-вольфрама.
В 1928 году Филипп стал директором по исследованиям VASCO, сразу же начиная вести новые разработки, целью которых было получение более совершенного сплава, чем карбид вольфрама, используемого как инструмент для резки стали. В 1936 году была достигнута договоренность создать новую компанию для изготовления твердосплавного инструмента — RAMET. Продажи составили $ 450 000, но вскоре новая компания столкнулась с жалобами от клиентов на качество продукции, и впоследствии пришлось отклонить 1200 единиц инструмента. Неудовлетворенный направлением данной деятельности, Филипп перестал заниматься ванадиевыми сплавами в начале 1938 года.

### Основание Kennametal

Филипп М. МакКенна, основатель Kennametal

В 1938 году, через несколько месяцев после ухода из RAMET, Филипп М. МакКенна, основываясь на собственном патенте сплава из карбида вольфрама и титана, занимается формированием новой компании. Так появляется торговая марка Kennametal. В течение первого года работы, объем продаж компании составил $ 30 000. К концу финансового 1941 года, продажи взлетели до $ 999 000.
Начало Второй мировой войны упрочило позиции компании Маккенны, позволив выйти на новые рынки сбыта продукции. В 1941 году фирма получила свой первый заказ на основе соглашения между Соединенными Штатами и Великобританией. Заказы также прибыли из США от танкового концерна Chrysler. В связи с быстрым ростом фирмы шло развитие административной ответственности, в 1943 году Филипп заключил партнерство с вооруженными силами США, о поставках больших партий стали, на протяжении всей войны. Доходы Kennametal в конце финансового 1943 года увеличились до $ 7 550 000.

Конец войны в 1945 году вызвал снижение заказов со стороны правительства США, и доходы Kennametal начали падать. Чтобы компенсировать эту потерю, Филипп МакКенна начал разрабатывать инструменты для горнодобывающей промышленности, позже организовал производство, построив новый завод в городе Бедфорд, штат Пенсильвания. 

1942 год, Производственных цех Kennametal

В 1946 году компания произвела революцию в резки металла. Группа работников Kennametal разработала систему сменных вставок из твердых металлов высокоскоростной оснастки.
Во время начала Корейской войны в 1950 году, Министерство обороны США заключает контракт с Kennametal для производства военных средств. Продажи увеличились до $ 24 млн к концу 1954 года. Середина и конец 1950-х годов были периодом расширения и роста для компании. Kennametal открыл предприятие в штате Невада по добыче вольфрама, запасы которого были проданы американскому правительству. Когда добыча была остановлена в 1957 году, компания запатентовала оригинальный процесс, позволяющий уменьшить рудные концентраты вольфрама преобразовав их в порошок. Этот процесс лег в основу будущего вольфрамового порошкового бизнеса Kennametal. В 1958 году созданием Kennametal Overseas Corporation компания расширила влияние за рубежом, установив партнерские отношения с итальянской фирмой для спекания карбида Kennametal в Европе. Совместное предприятие было создано в Великобритании через несколько лет.
В 1962 году продажи были на 31 процент выше, чем в предыдущем году, а чистая прибыль выросла на 58 процентов; В 1963 году доходы увеличились более чем на 12 процентов, а чистая прибыль выросла на 29. Основные технологические разработки велись Kennametal в течение десятилетия, в том числе производство танталовых порошков высокой чистоты для электронной промышленности и инструментальных материалов, производство тяжелых вольфрамовых сплавов под торговой маркой «Kennertium», и производство Kengrip шин с шипами. Были приобретены новые склады в штате Иллинойс и Западной Виргинии; была построена обогатительная порошковая фабрика в Неваде; были созданы офисы продаж в Западной Германии и Австралии. Продажи за период с 1961 по 1969 годы выросли более чем в два раза, а чистая прибыль в пять раз превысила показатели последнего десятилетия.
Филипп МакКенна умер в 1969 году, и компания осталась под управлением членов семьи. Алекс МакКенна сохранил свои позиции в качестве президента и главного исполнительного директора, а Дональд Маккенна вступил в должность председателя правления.
Компания Kennametal в 1970-х в сотрудничестве с итальянским партнером разработала систему зажима, показывающую стабильную и точную работу металлорежущего инструмента. Компания выросла в крупнейшего производителя продуктов из твердого сплава, опередив General Electric.

### Мировое расширение

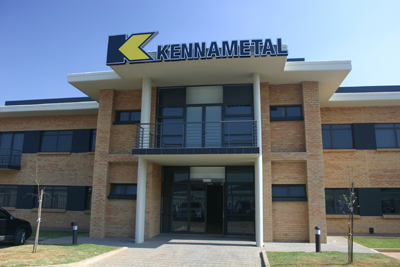
Подразделение Kennametal, производство Металлорежущего инструмента

В 1977 году Kennametal совершает своё первое общественное размещение акций, движение которых вызывает резкий всплеск интереса к компании. К концу финансового 1979 года, объем продаж утроился, чистая прибыль и прибыль на акцию увеличилась в четыре раза. С притоком нового капитала компания приобрела старейшего производителя карбида в Канаде —  AC Wickman. 

1983 год, Штаб-Квартира компании Kennametal

В 1980-х годах были построены два новых завода в Северной Каролине. Консолидация операций в Огайо приводит к строительству нового завода металлопродукции в Кливленде. Новый завод был построен в Западной Германии. Кроме того, Kennametal приобрел все запасы Lempereur (Бельгия, Нидерланды и Франция), Craig Bit Company (Канада), и Bristol-Erickson (Англия). В это время также было организованно совместное предприятие металлообрабатывающей и строительной продукции с Kobe Steel на рынке Японии. В 1988 году компания показывает продажи в размере $ 420 млн.
В 1991 году Kennametal создает Корпоративный технологический центр стоимостью $ 27 млн. в Латробе, штат Пенсильвания. Центр нацелен на разработку новых продуктов и технологий производства твердосплавных пластин и искусственных алмазов. 

### Развитие компании в 90-х
В 1990-е компания Kennametal приобрела поставщика металлообрабатывающего инструмента и оснастки J & L Industrial Supply, находящегося в Детройте, штат Мичиган. Покупка позволила Kennametal оперативнее реагировать на возникающие потребности клиентов в инструменте.

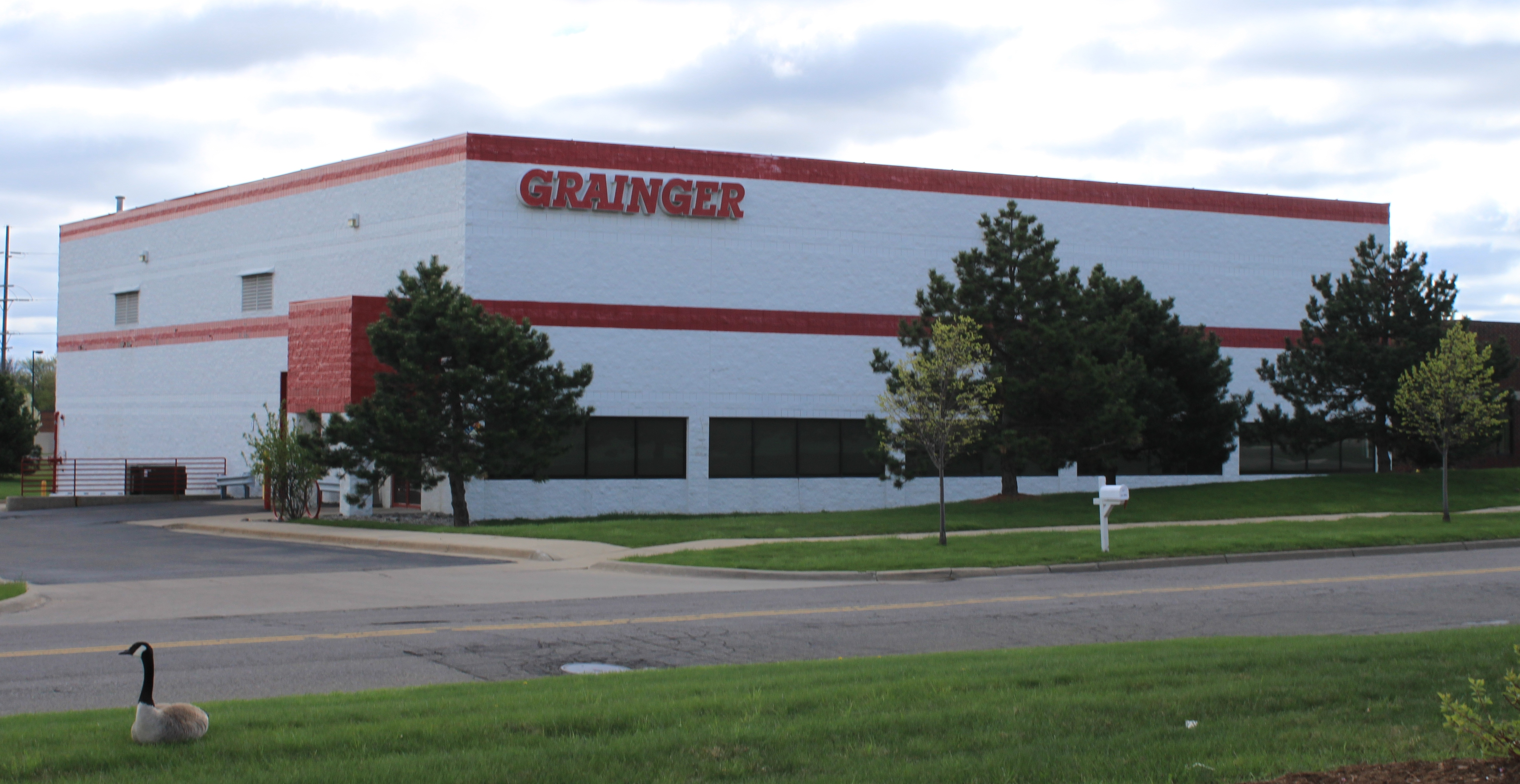
WW Grainger, дистрибьютор промышленного оборудования и материалов

В 1993 году Kennametal приобрела 81-процентную долю немецкого производителя систем оснастки Hertel AG, и получила широкий доступ на растущие рынки Восточной Европы. В 1994 году Kennametal покупает WW Grainger (американского дистрибьютора промышленного оборудования и материалов), тем самым увеличивая маркетинговую базы, уже установленную с J & L.
Благодаря сделанным приобретениям Kennametal стала вторым по величине производителем металлообрабатывающих продуктов в мире, и лидером по изготовлению горнодобывающей, строительной оснастки. Почти 35 процентов, от общего объема продаж компании, были совершенны за пределами Соединенных Штатов.

Укрепление деятельности Kennametal в первой половине 1990-х годов происходит во многом благодаря руководству Robert McGeehan, пришедшим в компанию в 1973 году. Роберт проделывает путь работника от инженера по металлообработке до президента в 1989 году, и главного исполнительного директора, назначенного на пост 1991 году.  

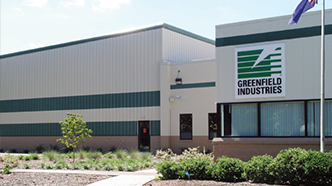
Greenfield Industries Inc., признанный лидер в отрасли режущего инструмента

В ноябре 1997 года было завершено приобретение Greenfield Industries Inc. за $ 1 млрд. Приобретение Greenfield было последним крупным вкладом McGeehan в развитие Kennametal. Он объявил о своем уходе в июле 1999 года. На замену пришел Markos Tambakeras, который покинул свой пост президента производственного контроля Honeywell, чтобы взять на себя обязательства по управлению компанией Kennametal. Основная задача стоявшая перед Tambakeras была в увеличении финансового положения Kennametal и управление 80 процентами акций, оставшиеся после ответвления JLK Direct.

### Kennametal в 2000
В ноябре 2000 года компания Kennametal приобретает оставшиеся пакет акций JLK Direct на сумму $ 36 млн, получая полный контроль над действиями фирмы. 
В 2000 году рецессивные экономические условия, а впоследствии мировой кризис ударил по спросу на ключевых рынках Kennametal. В условиях снижения продаж, пришлось применить меры по сокращению затрат, и в ноябре 2001 года компания объявила о закрытии трех заводов.
Корпорация укрепила свои позиции на Азиатско-Тихоокеанской территории покупкой в 2002 году компании Widia Ltd., производителя твердосплавных пластин, металлорежущего инструмента общего и специального назначения, включая аэрокосмическую промышленность, производство пресс-форм и штампов, автомобильную промышленность, тяжелое машиностроение, производство медицинской техники и общее машиностроение. Компания Kennametal полностью интегрировала деятельность Widia в 2004 году, и уже через год, продажи увеличились на 12 процентов до $ 1.97 миллиарда.

### Kennametal приобретает ATI Firth Sterling и ATI STELLRAM
В сентябре 2013 года компания Kennametal приобретает подразделения Tungsten Materials Business of Allegheny Technologies Incorporated (NYSE:ATI) за $ 605 млн., которые производили вольфрам металлургических порошков с заводами в США, Великобритании и Швейцарии.  
Изначально компания называлась Wolfram & Molybden AG и была основана в 1929 году в Швейцарии. 

## Структурные подразделения
Metalworking Solutions and Services Group; Mining and Construction Division; Engineered Products Group; Energy Products Group; Industrial Products Group; Electronics Products Group; J&L Industrial Supply; Kennametal Europe; Kennametal Asia Pacific.

## Основные дочерние компании
Kennametal Australia Pty. Ltd.; Kennametal Exports Inc.; Kennametal Foreign Sales Corporation; Kennametal (Canada) Ltd.; Kennametal (Шанхай) Ltd.; Kennametal (Thailand) Co., Ltd.; Kennametal (Сюйчжоу) Company Ltd.; Kennametal Hardpoint Inc.; Kennametal International S.A. (Panama); Kennametal Japan Ltd.; Kennametal (Malaysia) Sdn. Bhd.; Kennametal de Mexico, S.A. de C.V.; Kennametal SP. Z.o.o.; Kennametal (Singapore) Pte. Ltd.; Kennametal South Africa (Pty.) Ltd.; Kennametal Korea Ltd.; Kennametal Holding (Cayman Islands) Limited; Kennametal Financing I; Kennametal Financing II; Kennametal Holdings Europe Inc.; Adaptive Technologies Corp.; Circle Machine Company; Conforma Clad Inc.; Greenfield Industries, Inc.